# Sint-Franciscuskerk (Breda)
De Sint-Fransicuskerk is een rooms-katholieke parochiekerk aan het Belgiëplein in de Bredase wijk Biesdonk. Het gebouw is ontworpen door S.F. Steeneken in een sobere  modernistische stijl. 
Het gebouwencomplex bestaat uit een zaalkerk, pastorie, en overige bijgebouwen (nu in gebruik als Gemeenschapshuis de Biesdonk), aan elkaar verbonden door een laag verbindingsstuk. De toren, voorzien van één enkele klok, staat midden tussen de verschillende bouwdelen in. 
Oorspronkelijk waren er vijf katholieke kerken gebouwd in Breda-Noord. Door de ontkerkelijking, en de daaropvolgende fusies van parochiën, is dit de laatste van de vijf die nog als katholieke kerk in gebruik is. Sinds 1998 is het het gebedshuis van de parochie Breda-Noord. Drie van de kerken zijn gesloopt. Het tweede overgebleven gebouw, de  Menswordingskerk, is in 2001 overgenomen door de Christelijk Gereformeerde Kerk.

## Externe link

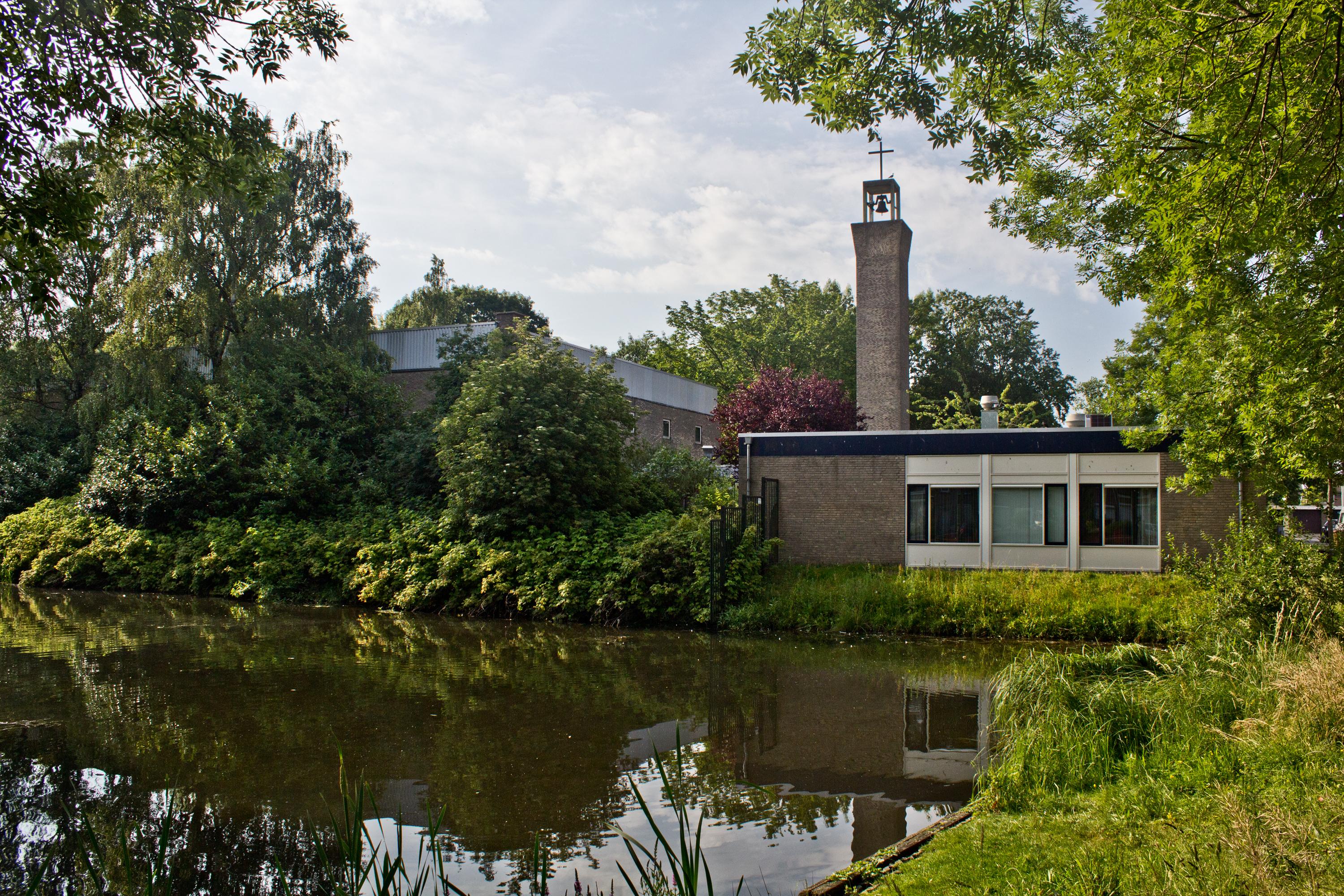
De kerk gezien vanaf de Molstraat